# 2019年コロナウイルス感染症による社会・経済的影響
2019年コロナウイルス感染症による社会・経済的影響（2019ねんコロナウイルスかんせんしょうによるしゃかい・けいざいてきえいきょう）では、新型コロナウイルス感染症の世界的流行 (2019年-)に伴う各国の社会・経済的影響について述べる。

## 世界全般

### 社会

#### 買い占め・転売
特定の商品が品薄になるというデマがSNSなどで流布し、自主隔離や物資不足への懸念から、世界各地で買い占め現象が起こった。台湾、香港、シンガポール、また日本でも2020年2月に「トイレットペーパーは中国で製造・輸入しているため不足する」といった誤情報が拡散し、全国各地の小売店でトイレットペーパーやティッシュペーパーの買い占め現象が起こった。後に政府や業界団体が「トイレットペーパーは殆どが（日本）国内で製造しており、在庫は十分にある」と否定する事態になった。
その後、世界への感染が拡大してオーストラリアやアメリカ合衆国、イギリス、インドネシアなどでも買い占め現象が発生した。
- オーストラリアのシドニーで3月7日、スーパーのウールワースでトイレットペーパーをめぐる乱闘が起き、23歳と60歳の女性が乱闘罪で起訴された。
- アメリカテネシー州の兄弟が3月1日から3日間州内の除菌ジェル1万7700本を買い占め、Amazonで1本70ドルで出品していたことが17日に発覚した。テネシー州は、非常事態において需要が集中している商品を高値で転売することを禁止しており、最大1,000ドル（約11万円）の罰金が科せられる。
- イギリスでもトイレットペーパーやハンドサニタイザーなどの買い占めが続き、テスコ、ウェイトローズ、ブーツなどの大手小売業者が配給を導入した。テスコでは、トイレットペーパー・ハンドサニタイザー・パスタ・ロングライフ牛乳・水・缶詰・子供用医薬品などが1人5つまでに制限された。イギリスでは便乗値上げは罰金刑となるが、ハンドソープやサニタイザーがeBayで高値で流通しており、病院では消毒液の盗難事件が発生した。
- ドイツでも買いだめ・買い占め (Hamsterkauf; ハムスター買い) が起こり、オンラインでトイレットペーパーや消毒液の便乗値上げもなされた。

#### 差別・いじめ・ヘイトクライム
日本
日本では、感染者が出た組織や家庭への脅迫、中傷といった差別事件が発生している。
Twitter上では、#ChineseDontComeToJapanというハッシュタグがトレンド入りした ほか、中国人観光客に対する「汚い」や「バイオテロリスト」などの暴言も散見される。
イギリス
トッテナム・ホットスパーFCに所属するサッカー選手、デレ・アリが、スナップチャットにフェイスマスクをしているアジア人男性をコロナウイルスと結びつけて揶揄する投稿をした。
フランス
フランスでは新型コロナウイルスが確認された2020年1月24日以降、アジア人に対する嫌がらせや差別が多数発生した。中国人・韓国人・日本人・ベトナム人・フィリピン人などのアジア人に対するもので、中国人・韓国人・日本人などの乗車を拒否するタクシーや電車も登場した。
地方紙クーリエ・ピカール (Courrier picard) は一面で『ALERTE JAUNE（黄色い警報）』と見出しをつけ、社説のタイトルは「黄禍? (Le péril jaune ?) 」だった。黄禍とは黄色人種脅威論の「黄禍論」であり、現在では人種差別的であるとその後批判が集まったため、同社は1月26日に謝罪した。
1月26日、フランスでスポーツジムから出たアジア系男性が10代の若者グループから「コロナウイルスが来た！」と笑われたり、スーパーマーケットでは男性が子供に向かって「中国人とウイルスがいるから気をつけなさい」と言うなどの事例が発生した。台湾系中学生が学校で「コロナ」とあだ名をつけられた。
2月16日、パリ郊外のブローニュ＝ビヤンクールの日本料理店Yukiの窓ガラスに「コロナウイルス 消え失せろ」とスプレーで落書きを書かれた。
2021年2月10日、パリ17区で日本人が3人組からいきなり顔に向けて塩酸をかけられた。被害者は手で顔をガードしたため、顔には液体がかからなかったが、掌に火傷を負った。パリ17区長は2月16日、「襲撃で酸が使われたかどうか、またアジア人差別的な性格の襲撃かどうかは現時点ではまったく確認できていない」というメッセージを出した。
デンマーク
2020年1月27日、デンマークのユランズ・ポステンは中国国旗の星をウイルスの形にした風刺画を掲載し、中国大使館は抗議した。またメッテ・フレデリクセン首相は「デンマークには表現の自由がある」と語ったと報道された。
ドイツ
ドイツのデア・シュピーゲル誌は2020年2月1日号の表紙で、赤い防護服にガスマスクを身につけた東洋人男性の姿に「グローバリゼーションが死のリスクをもたらすコロナウイルス MADE IN CHINA」というタイトルを記し、中国大使館や国内からも批判された。
2月29日、バイエルン州ニュルンベルク市で最初の感染者が出ると、日本人の自宅のシャッターに生卵が投げつけられる事件が起きた。また、ドイツ生まれの中国系生徒が1年以内の中国渡航歴はなかったにもかかわらず学校から追い返された。
3月1日、ドイツでブンデスリーガ1部のRBライプツィヒが日本人サポーターに対して「日本人なので新型コロナウイルスに感染している可能性がある」との理由で退場を命じ、後に謝罪した。
4月15日、ドイツ紙『ビルト』はCOVID-19パンデミックでドイツが受けた被害への賠償金として、中国政府に対して総額1650億ドルの賠償を請求すべきだとする社説を掲載した。
オランダ
オランダでは2020年3月2日、スクーターに乗った男性2人が韓国人女性に「中国人」と叫び殴りかかろうとした。またアムステルダムに住む韓国系アメリカ人女性はフェイスブック (Facebook) で「中国人のビッチ」と呼ばれたり、見知らぬ人が写真に「これがコロナだ」と書き込みしてきたりした。また、「中国人はコロナウイルスを持っている」との理由で自転車を突き飛ばされた人もいた。
スペイン
2020年3月、ロックダウン状態のスペインではバルで食事をしていた日本人がスペイン人から「お前らのせいで今こんな状況になっているんだ」と怒鳴られ、これまでとは周囲の目が変わり、悪意に満ちた視線を受けるようになったり、また、子供間での「イタリア人いじめ」も顕著になっている。
アメリカ合衆国
2020年
2020年2月5日、ニューヨークの地下鉄でマスクをした中国人女性を男性が「Yo, yo, yo, yo, yo, 落ち着け」といいながら殴り、「diseased b----.（病気のビッチ）」と罵った。
ワシントン州コストコでは韓国系の8歳の男子が「中国から来たのか？あっちに行け」と罵倒された。
アリゾナ州立大学では、アジア系の学生は咳をしただけで変な目で見られるという。日系米国人の大学生は、大学で新型コロナを広めたとのデマを流された。
3月17日、ニューヨークで日本人女性がドラッグストアで｢武漢 (Wuhan) 、武漢！｣と、中年の白人男性から叫ばれ、追いかけられた。3月下旬、ニューヨークの大学留学生の日本人女性が地下鉄駅で白人女性に突然、唾を吐きかけられた。
2020年3月から6月までの間にアジア系アメリカ人へのヘイトクライムは2,100件以上発生し、カリフォルニア州では832件発生した。アジア系男性が買い物をしていると男に「中国ウイルスをアメリカに持ち込んだ」と咎められ、「中国に帰れ」・「チャイナ野郎」・「猿」と暴言を放たれた。車に子供を乗せようとしていた女性がガラス瓶を投げつけられ「国に帰れ、チンク」と叫ばれたり、飼い犬を蹴られ、唾を吐きかけられたアジア系女性もいた。「この最低なウイルスはお前の母国から来た」とカップルに話しかけられ、「ゴキブリみたいに汚らしい」などと言われるなど、このほか、職場や、施設への出入りや交通機関の利用を断られたりするなど公民権を侵害した事例が多数発生した。
2020年7月2日までに公表されたピュー・リサーチ・センターの調査では、新型コロナ感染拡大以降、不快な行為に直面したとするアジア系やアフリカ系（黒人）は約40%に達し、アジア系の約3分の1は人種差別的な中傷や冗談にさらされたと回答。店舗などでマスクを利用すれば、他人が怪しむとの懸念を抱くとの回答は黒人42%、アジア系36%、ヒスパニック23%、白人は5%だった。一方、新型コロナ感染拡大以降のアジア系に対するヘイトクライムは、従来のアジア系住民へのヘイトクライムとは異なり、白人だけでなく黒人もヘイトクライムの加害者側に立ったケースも多かった。
その後もアジア系へのヘイトクライムは続き、2021年には暴力性が増して、殺害事件も多発するようになった。2月3日、ニューヨークの地下鉄でフィリピン系の61歳の男性が突然顔をカッターナイフで切られ、約100針を縫う怪我をした。
2021年
2021年1月28日、サンフランシスコにおいて、朝のウォーキングをしていたタイ系の84歳の男性が19歳の黒人男性にいきなり突き倒されて死亡した。
1月31日、カリフォルニア州オークランドのチャイナタウンで28歳の男が、91歳と60歳のアジア系男性、55歳の女性に暴行した。91歳のアジア系男性は後ろから男にいきなり押し倒された。52歳女性が銃撃された事件も発生した。
2月25日夜、ロサンゼルスの東本願寺別院で白人とみられる男が院内に侵入し、放火した。
同2月25日夜、シアトルの中華街インターナショナル・ディストリクトで日本人女性がいきなり見知らぬ男に石の入った靴下で顔面を強打され、重傷となった。ジェイ・インスリーワシントン州知事はアジア人差別・反アジア的憎悪犯罪への非難声明を3月9日に出した。
3月16日にはジョージア州アトランタで、21歳の白人男性がマッサージ店3箇所で8人の女性（うち6人がアジア系）を殺害する事件が起きた。生存者の証言として男が当時「すべてのアジア人を殺すつもりだ」と叫んでいたと伝えられた。これに対して歌手や俳優らをはじめ#StopAsianHateというハッシュタグムーブメントが起こった。
Stop AAPI Hateによると2020年3月から2021年2月までに3,795件のアジア系への差別行為が報告されている。
カリフォルニア州立大学サンバナディーノ校憎悪・過激思想研究センターによると2020年に起こったアジア系市民に対するヘイトクライムの件数は前年比で2.5倍に跳ね上がった。
カナダ
カナダのオンタリオ州ジョージタウンの中国系小学生が、コロナウイルスにかかったか検査するゲームをされた。
パレスチナ
2020年3月1日、パレスチナ自治区ラマラ市で日本人女性2人がパレスチナ人女性から路上で「コロナ、コロナ」とからかわれ、その後、髪をつかまれたり、体を押されるなどの暴行を受けた。その後、犯人は逮捕された。
ウガンダ
2020年3月21日、東アフリカのウガンダ共和国で日本人女性が「コロナ、コロナ」と言いがかりをつけられ、側頭部を殴られた。
オーストラリア
2020年1月29日、オーストラリアメルボルンのヘラルドサンは「中国ウイルス パンダ病 (CHINESE VIRUS PANDAMONIUM) 」というタイトルを、またシドニーのデイリー・テレグラフは「中国人の子供は家にいろ (China kids stay home) 」というタイトルを一面で掲載し、内外で批判された。

#### プラスチックごみ
プラスチック製品の製造が急増して、プラスチックごみによる汚染対策は二の次になって、重要な規制が撤回されたり見送られる。

### 経済
- 2020年3月2日

OECD各国の年間労働時間。2019年から著しく減少した。

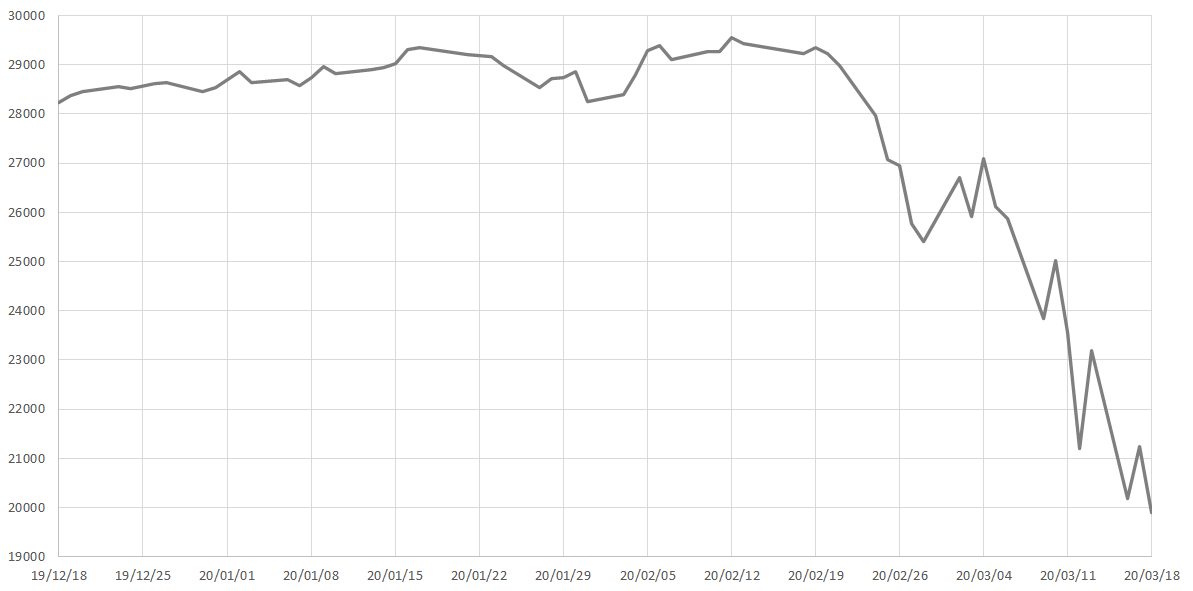
ダウ平均株価（2020年の株価大暴落）

  - ブルッキングス研究所は｢COVID-19が世界のマクロ経済に及ぼす影響：7つのシナリオ (PDF) ｣で、世界の死者数は最善で1518万人、最悪で6834万人にのぼるとし、国の国内総生産順リスト (為替レート) は、最善のシナリオで2.3兆ドル（242兆円）、最悪のシナリオでは9.2兆ドル（966兆円）が失われると予測した[56]。
  - OECDは金融危機以来最も深刻な危機に直面しているとし、世界経済成長率は、2019年の2.9%から、2.4% - 1.5%まで下落する可能性があると予測した[57]。ローレンス・ボーンOECDチーフエコノミストは「政府は流行を抑え、医療制度を支援し、人々を守り、需要を強化し、最も影響を受ける家計と企業に緊急融資を提供するべく、早急に行動を取る必要がある」とし、雇用を保護するために柔軟な働き方を採用すべきで、各国政府は旅行業・観光業・自動車産業と電子産業のように景気悪化の影響が大きい部門に対して影響を緩和するための臨時の減税や予算措置を実施すべきであると述べた[57]。
- 3月6日 - SMBC日興証券は、新型コロナウイルス感染が7月まで収束せず、2020年東京オリンピックが開催中止に追い込まれた場合、約7.8兆円の損失が発生し、日本のGDPを1.4%程度押し下げると試算した[58]。
- 3月9日 - 新型コロナウイルスの感染の世界的流行で世界経済に深刻な影響が及ぶという懸念が強まり、外国為替市場ではドルを売る動きが強まり、3年4か月ぶりに一時1ドル＝103円台まで円高ドル安が進んだ[59]。東京株式市場は開始直後から全面安の展開となり、日経平均株価は急落し、値下がりの幅は900円を超え[59]およそ1年2か月ぶりに2万円を下回った[59]。日経平均株価は同月10日に19000円を[60]、13日には3年4か月ぶりに17000円を一時割り込んだ[61]。さらに19日にはこの年の最安値の1万6552円83銭（終値）まで下落した[62]。
- 3月12日 - 連邦準備制度 (FRB) は12・13日の両日で1兆5000億ドル（約158兆円）を金融市場に供給すると発表した[63]。ドイツのメルケル首相は「私たちは今、2009年に始まった金融危機を超える異常事態に直面している」と述べた[64]。
- 3月25日、ジョシュ・ホーリー下院議員は、民主党 (アメリカ合衆国)の議員も加えて超党派で中華人民共和国国務院の法的責任を問い、被害を受けた各国に対して損害賠償を求める決議案を上院と下院に提出した[30]。
- 4月上旬、イギリスのヘンリー・ジャクソン協会（英語版）は、中国政府の情報統制のために、多くの武漢市民が春節連休前に海外へ出たことが世界的な感染拡大を招いたと指摘し、G7だけで損害賠償は3兆2000億ポンド（約430兆円）に達するという試算を公表し、中国政府にその賠償金を支払わせる方法として、中国政府や国有企業が保有するイギリス政府の各種債券やイギリス側の対中債務から取り立てることなどを提案した[30]。
- 4月7日、国際労働機関 (ILO) は報告書をまとめた。世界の労働人口の約38%にあたる12.5億人が、一時解雇や給与減少のリスクに瀕しているとし、大規模な支援策を打ち出すよう警告した[65]。
- 4月14日、国際通貨基金 (IMF) は2020年の世界経済の成長率の予測を-3.0%とした。1月の予測 (+3.3%) から大幅な下方修正となった。IMFは「世界恐慌以来、最悪の不況を経験する可能性が高い」と危機感を示している[66]。
- 4月17日、アメリカ合衆国のドナルド・トランプ大統領は、「中国政府の責任は多様な方法で追及されなければならない」として、「その中にはアメリカが受けた被害への賠償金支払いも含まれる」「新型コロナウイルスの感染拡大に対して、中国に巨額の賠償責任を問う」「この被害はアメリカだけに限らず、世界的なものだ」として、賠償責任を問う意向を示した[30]。
- 4月中旬、インドの弁護士などが、20兆ドルの賠償金を求める請願書を国際連合人権理事会に提出し、ナイジェリアの弁護士らは中国政府に対し2000億ドルの賠償を求める考えを表明し、トルコでは大学生らが在トルコ中華人民共和国大使館（英語版）に賠償金請求の書簡を送った[30]。
- 4月21日、ミズーリ州司法長官（英語版）は、感染拡大を招いたとして、中国政府に対して総額440億ドルの賠償金を求める訴えを連邦裁判所に起こした[30]。これに先立ち、フロリダ州、テキサス州、ネバダ州などで個人や企業が中国政府に集団訴訟を起こした[30]。
- 5月8日、IMFのゲオルギエワは、各国は約8兆ドルの財政政策に踏み切ったが並外れた対応が必要だとして財政力に余裕のある国に追加支援策の実施を求めた[67]。
- J.C.ペニー、ロード・アンド・テイラー、ニーマン・マーカス、ブルックス・ブラザーズなど著名大企業が倒産・民事再生申し立て。

#### 新型コロナ倒産
日本における、新型コロナ関連倒産は、2021年5月10日16時時点で1,422件（自主的な廃業などは含めず）、2020年の全国企業倒産（負債総額1000万円以上）は、件数が7,773件であったがそのうち、「新型コロナ」関連倒産は792件であった。新型コロナ関連倒産の多い業種は、飲食店・ホテル・旅館、建設業・アパレル産業・小売などが上位を占めた。

#### 航空業界
各国で入国制限が行われたことで旅客需要が激減し、国際・国内線共に大幅減便となった。このため2021年の業界の売り上げはコロナ以前の半分という予測もある。一方で貨物需要は増大したが貨物機には限りがあることや、旅客便の貨物スペースで運ぶはずだった貨物も貨物機に乗せる必要があるなどの要因により、航空貨物の運賃が上昇した。ボーイングとエアバスは需要減による売り上げ不振で大幅な赤字となり、大規模なリストラを敢行した。IATA（国際航空運送協会）によると、2020年の最終損益は航空業界全体で約9兆円の赤字見通しとなっている。しかしエチオピア航空は数少ない黒字となった。欧米の航空各社が軒並み欠航し、それまで運搬していたアフリカへの医薬品を同社が担ったことによる。

### 政治
- 2020年の第46回先進国首脳会議（G7サミット）は6月10日-6月12日12日にキャンプ・デービッド（米国メリーランド州）において開催する予定だったが、例年のようにG7首脳らを開催国に招聘しての会議を取り止めてビデオ会議形式での実施と一旦発表された[77]。しかし、従来通りに対面での会議にすべきとの声が各国首脳から出たため、数度の実施延期を経て、最終的にこの年のG7サミットは開催されなかった[78]。
- 2020年4月22日、英下院は700年の歴史で初めてテレビ会議形式で審議した[79]。
- 2020年12月7日、国際連合本会議で、12月27日を「疫病の大流行に対する備えの必要性を認識する日」として、国際疫病対策の日と定める案を無投票で採択した[80]。

#### 選挙
- フランスでは市町村議会選挙が2020年3月22日に決選投票が行われる予定だったが16日、延期する決定を伝えた[81]。
- イギリス政府は13日、新型コロナウイルスの感染拡大を受け、5月に予定されていた地方選を1年延期する方針を決めた[82]。

### 気象
- 気象観測において旅客機が収集したデータが重要な情報源となっているが、世界的に大幅な減便が続いているため気象予報の精度低下が懸念されている[70]。
- 世界気象機関 (WMO) は2020年4月22日、コロナの影響で今年は温室効果ガスが世界全体で6%減少するとの見通しを示した[79]。

### 保健・衛生
- 2020年4月25日、ユニセフは新型コロナウイルス感染症によりはしかやポリオの予防接種が一部の国で中断されており大流行を起こす可能性があると警告した。世界保健機関 (WHO) は集団免疫には95％を推奨しているが世界平均で1回目は86％にとどまっている。日本は1回目を受けなかった子供は推定で世界で5番目に多い約39万人[83]。
- 室内にも土足で入る習慣の地域では感染防止の観点からスリッパを利用する動きがある[84]。

### 教育
- 様々な国と地域（日本・中国・香港・マカオ・モンゴル・北朝鮮・イタリア・アルメニア・アゼルバイジャン・バーレーン・イラン・イラク・クウェート・レバノン・アラブ首長国連邦など）で小学校・中学校・高等学校・大学などの教育機関で閉鎖・休校等の措置がとられている。これにより、ユネスコは、2億9050万人の子供や若者が学校に通えなくなっていると発表した[85]。

### スポーツ
- 国際自転車競技連合 (UCI) は、2020年3月15日に当日から4月3日までの間に予定されていた国際カレンダー上のすべてのレースの中止を主催者に要求するとともに、アスリート間の平等を維持するため当該期間中のUCIポイントの凍結を発表した[86]。さらに、3月17日にはその期間を4月30日まで延長した[87]。

#### 東京オリンピック・パラリンピック
東京オリンピック・パラリンピックの開催日程を1年延期して2021年夏に開催することが決定された。

## 各国の状況

### 日本

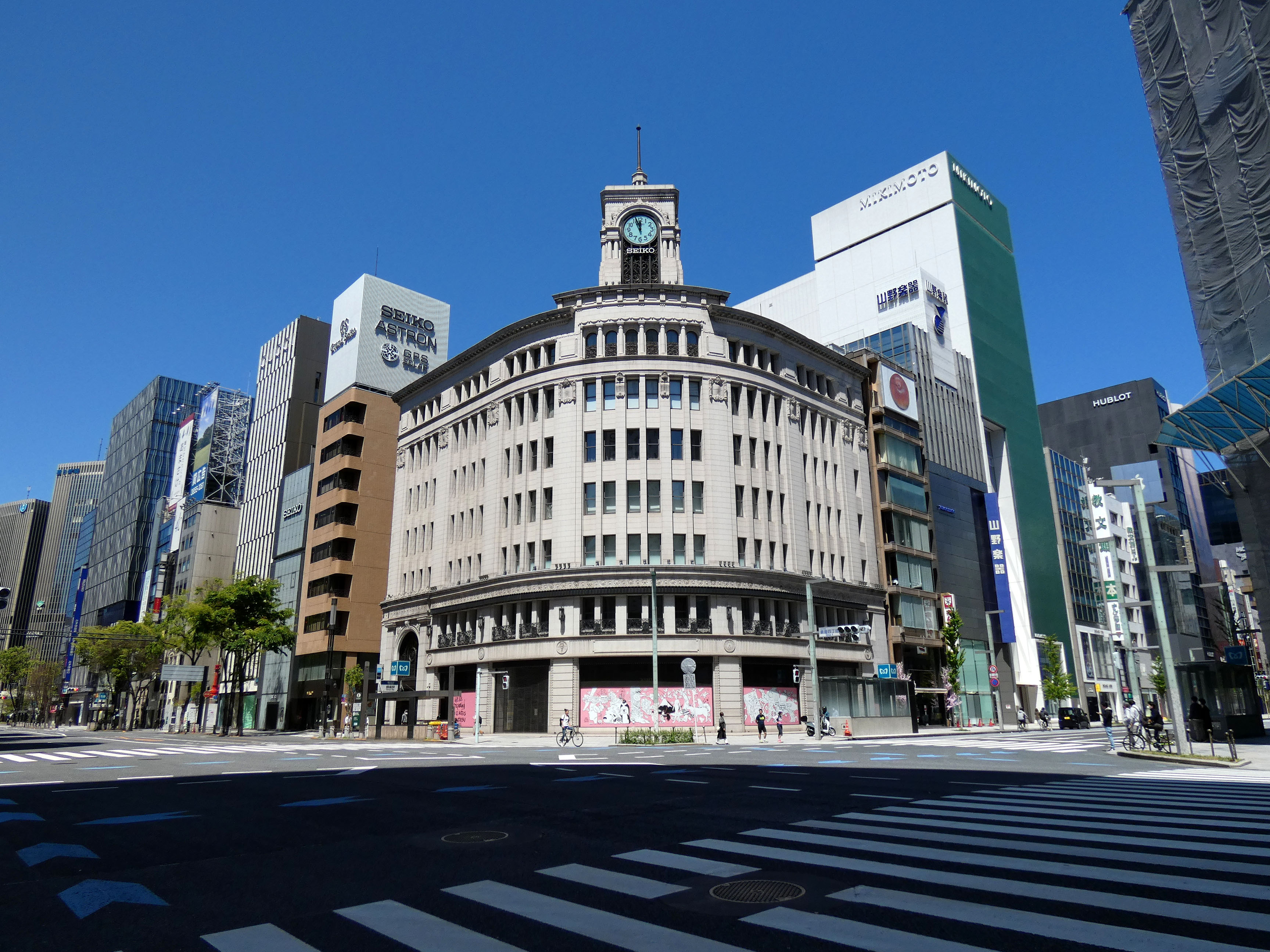
緊急事態宣言発令中の休日の東京・銀座4丁目交差点（4月19日撮影）

日本でも、新型コロナウイルス感染症の拡大によって様々な社会・経済的影響が生じた。2020年2月時点で、政府は天皇誕生日に行われる予定であった皇居での一般参賀の中止を発表。27日には3月2日から全国すべての小学校・中学校、高等学校と特別支援学校について、春休みに入るまで臨時休校とするよう要請する指針を示した。4月7日には7都府県を対象に緊急事態宣言及びまん延防止等重点措置を発令。17日には対象を全国に拡大した。
経済状況は、3月26日に公表された3月の月例経済報告によれば「厳しい状況」、4月23日に発表された4月の報告では「急速に悪化しており、極めて厳しい状況にある」とされた。政府は緊急事態宣言が出された4月7日には事業規模約108兆円の緊急経済対策を決定。20日に国民一人あたり10万円の給付を含めた経済対策を再度閣議決定し、事業規模は117兆円に拡大した。

### 中国
交通機関
- 2020年1月23日、中国鉄路および武漢地下鉄は午前10時より武漢市内の列車の運行が停止し、鉄道駅も閉鎖された[95][96]。同日、近郊の鄂州市は午前11時20分より[97]、黄岡市は午後12時より、それぞれ市内の列車を運休し、鉄道駅を閉鎖すると発表した[98]。
- 1月24日、中国高速鉄道の天津車両基地で所属する乗務員数人が新型肺炎に感染したことが確認されたため基地が閉鎖された[99]。
- 1月28日、鄭州地下鉄で新型コロナウイルスによる肺炎による乗客数の減少により、14号線の運行が停止[100]。フフホト地下鉄でも、同日正午より1号線の運行が停止[101]。
- 1月30日、昆明地下鉄3号線・6号線の運行が停止[102]。温州軌道交通でも正午よりS1号線の運行が停止[103]。
- 2月1日、徐州地下鉄で1号線の運行が停止[104]。
- 2月2日、長春軌道交通で8号線の運行が停止[105]。
- 2月4日、合肥軌道交通の一部の駅が閉鎖[106]。
- 2月6日、長春軌道交通は同日0時より1号線・2号線でも運行を停止、3号線・4号線の一部の駅も閉鎖[107]。寧波軌道交通でも全線の運行が停止[108]。

産業
- 中国国内の多くの映画館の閉鎖により、2020年1月1日 (旧暦)（1月25日）当日の興行収入は181万人民元で、2019年の同じ日（旧暦）の14.58億人民元の0.12%でしかなかった[109]。
- 2月9日、北京市内のカラオケチェーン店「K歌之王」とハイテク訓練塾「兄弟連」を運営する会社は倒産と発表した[110]。
- 春節に中国に帰省したもしくは来日予定の技能実習生が渡航制限により日本に来られないケースが北海道だけで30人ほど確認されている[111]。
- 5月11日、上海ディズニーランドが1月下旬以来3か月半ぶりに再開した[112]。

政治
- 2020年3月5日に予定されていた全国人民代表大会（第13期第3回会議（中国語版））と中国人民政治協商会議（第13期第3回会議（中国語版））からなる両会の開催は延期されることになった[113][114][115]。
- 2020年6月29日 - 7月9日に福建省福州市で予定されていたユネスコ第44回世界遺産委員会の開催が延期されることになった[116]。

教育
- 中国の多くの学校は春節明けの校舎での授業再開を延期し、代わりにインターネットやテレビでの授業を開始した。これに合わせ、中華人民共和国教育部は中国の各携帯電話キャリアに要請するなどして多くの生徒が同時にネットに接続できる環境を構築した[117][118]。
- 上海日本人学校では市当局などの指示により、臨時休校を2020年3月末にまで延期した。これにより、3月に予定していた卒業式や修了式も中止となった[119]。

見本市・展示会
- 2020年4月21日に開幕される予定だった北京モーターショー2020は延期となった[120]。

音楽・ライブ
- 民主音楽協会（民音）主催の上海歌舞団・舞劇『朱鷺』の日本公演（2020年3月 - 4月）が中止された[121]。
- 2020年春に中国・北京市で開催を予定していたジャニーズ事務所所属のアイドルグループ・嵐の中国公演について、嵐が所属するジャニーズ事務所が開催を断念したことを2月17日に発表した[122]。
- 歌手の渋谷すばるによるアジアツアーの内、3月に予定されていた上海香港台北での4公演が中止となった[123]。
- 香港の俳優で歌手のアンディ・ラウがツアーの武漢公演を中止、2月の香港コロシアムでの公演全12回も中止した[124]。
- 台湾のミュージシャン、ジェイ・チョウが香港ディズニーランドでの公演を中止[124]。

スポーツ
- 2020年2月2日に同国の海南省で開催される予定だったWBC・WBO世界スーパーライトタイトルマッチの延期が発表された[125]。
- 2月4日 - アジアサッカー連盟はクアラルンプール（マレーシア）の本部でAFCチャンピオンズリーグ2020に参戦する中華人民共和国のサッカー倶楽部（上海申花、上海上港、広州恒大）の試合日程を延期する決定を行った[126]。
- 2月12日・13日に同国の杭州市で開催が予定されていたアジア室内陸上競技選手権大会が開催取りやめとなった[127]。
- 2月初に開催予定の2020年東京オリンピックの女子サッカー競技のアジア3次予選のグループBの開催地は当初、武漢市内の施設に決めた[128][129]。アジアサッカー連盟 (AFC) は試合開催日を変更せずに会場を中国の南京市の江寧足球訓練基地に変更したが[130]、肺炎問題の拡大を受けて中華人民共和国サッカー協会が予選開催権を返上したため、アジアサッカー連盟は日程は変えずにオーストラリアのシドニーに開催地を変更することを決定した[131]。
- 2月に開催が予定されていた東京オリンピックボクシング競技アジア・オセアニア予選の開催地について、武漢からヨルダン・ハシミテ王国の首都アンマンに変更した上で3月3日 - 11日に振替開催することとなった[132]。
- 2月28日 - 3月1日に同国の海南省で開催予定であったアジアカップ卓球トーナメントについて、アジア卓球連合 (ATTU) は新型肺炎流行の影響を考慮して開催延期を決定した[133]。
- 3月5日 - 8日に同国の海南島にて開催を予定していた全米女子プロゴルフ協会 (LPGA) のツアー大会『ブルーベイLPGA（英語版）』の中止が決まったと1月29日にUSAトゥデイの電子版が報じ[134]、翌30日にLPGAが正式に大会の中止を発表した[135]。またLPGAは2月のアジアシリーズ2連戦であるホンダLPGAタイランド（2月20日 - 23日、タイ）及びHSBC女子チャンピオンズ（2月27〜3月1日、シンガポール）の2大会について、新型肺炎の影響を理由として中止することを2月10日に発表した[136]。
- 3月13日 - 15日に同国の南京市の南京青奥体育公園で開催予定だった世界室内陸上競技選手権大会について、ワールドアスレティックス (WA) は、大会の開催を2021年に延期することを決定し、1月29日に発表した[137]。
- 3月21日に中華人民共和国・三亜市で開催が予定されていたフォーミュラE 2019年-20年シーズン第6戦のSanya E-Prixは、延期することを決定した。発表時点で代替開催の日程は未定[138]。
- 中華人民共和国・上海市の上海インターナショナルサーキットに於いて4月19日決勝で開催が予定されていたF1世界選手権2020年シーズン第4戦の中国GPが開催延期となった。現在開催日時は未定[139]。
- 2月25日から海南省で開催される予定だったワールドツアーの陵水中国マスターズについて、世界バドミントン連盟 (BWF) は、延期すると発表した[140]。

葬儀
- 湖北省武漢市では2020年1月下旬以降、感染症拡大防止のため葬儀や告別式が禁止され、本ウイルス以外で亡くなった市民の遺骨も当局が保管していた。中国政府の2月1日の通知では感染者の遺体は火葬の習慣がないイスラム系の少数民族を含め、一律に火葬するよう求めている。中国では墓参りをする習慣がある清明節が4月4日にあり、遺族から早期の遺骨返還を求める声が出ていたが、当局は感染流行の縮小を受けて3月23日から遺骨返還を始めた[141]。

香港の感染対策
- 2020年4月26日、香港では感染拡大を受け5人以上集まることが禁止されている。そのさなかに、当局は中国に批判的な民主派15人を逮捕した。中国政府は「一国二制度」に基づく自治を認めているが、実際には介入を強めている。マイク・ポンペオアメリカ合衆国国務長官は、集会や表現の自由が侵害されることに懸念を表明した[142]。

### 台湾
経済
- チャイナエアライン、エバー航空、タイガーエア台湾の国内大手3社は2020年4月に3月および第1四半期の業績を発表、3社とも前月比と前年同月比で軒並み減収となった[143]。中華民国交通部は先立って業界への政府融資上限額を引き上げている[144]。

教育
中華民国教育部は高級中学（高校）以下の教育機関について、旧正月の冬休みを延長し始業日を2020年2月25日まで延期した。
交通機関
台湾では国内の鉄道事業者は各地の捷運、台湾鉄路管理局、台湾高速鉄道とも2020年2月以降軒並み輸送量が減少した。
- 2月6日、中国人の入境を禁じた[83]。
- 台湾鉄路管理局では定期列車の減便こそないものの、3 - 5月に運行予定だった観光用郵輪式列車の運転を取りやめたほか[147]、旅客減少に伴って台鉄弁当の販売も大きく落ち込み、員林駅のフランチャイズ店舗が3月末で撤退した[148]。
- 桃園捷運は4月6日から約2か月間オフピーク時間帯の直達車の運行本数を半減させる措置を開始[149]。
- 台湾高速鉄道は4月18日から週末オフピーク時の減便を行う[150]。
- 台北捷運は4月11日より環状線と文湖線を除く4路線で土休日の減便を始めた[151]。
- 阿里山森林鉄路でも4月15日から6月末まで郵輪式列車の運行を約2か月間取りやめることを表明した[152]。

見本市・展示会
台北国際書展（国際ブックフェア）、金馬ファンタスティック映画祭、台北国際ゲームショウなど、各種のイベントや見本市が中止あるいは延期された。
スポーツ
2020年3月14日開幕予定だった中華職棒（台湾プロ野球）は開幕が見通せない各国より先んじて約1か月遅れの4月12日に無観客で開幕した。

### 韓国
経済
- 2020年3月下旬までに100以上の旅行会社（ホテルなど）や約1600の食品関連業者（カフェ、居酒屋、コンビニなど）が廃業し、失業者も急増（3月1日 - 19日の失業手当申請数は前年同期比約3割増）している[157]。

教育
- 韓国政府では新型コロナウイルスの感染拡大を防ぐため、幼稚園や小中高校の新学期開始の延期を繰り返し発表している。影響が長引くことを想定し、オンライン授業も順次開始している[158][159]。

選挙
- 2020年4月16日に開票が終わり、国会定数の6割を与党が獲得した[160]。

### タイ
軍事
潜水艦の調達を延期し対策に振り替えた。
治安
2020年3月29日、タイの東北部ブリラム県の刑務所で受刑者たちが施設を壊したり火を放ったりする暴動が発生し、一部が脱走した。所内で新型コロナウイルス感染拡大の噂が広まっていたとみられている。
感染対策
- 2020年4月27日、中国以外で最初の感染者が確認され、ムエタイ競技場や酒場でクラスターが発生、毎日100人以上の感染者を出す事態となった。現在[いつ?]は、感染者増が顕著な東南アジアで、感染者数は抑制傾向にある。タイのプラユット・チャンオーチャー首相は3月26日、非常事態宣言、外出や企業活動の自粛、若者の行動やタイ正月の祝賀ムードを警戒、夜間外出と酒類販売を禁止した。国際線の乗り入れを停止、自国民の帰国も制限した。また、地域の保健活動を支える「ヘルスワーカー」が100万人規模で稼働し、病床や医師の確保も問題がない。政府の機敏な対応と国民の危機意識の高さが相乗効果を生んだ。政権は非常事態宣言を解除せず、感染者数が少ない地域から段階的に規制を緩める。一方では、国民の間では昨年の民政復帰以前の軍事政権下と同じ体制が続くことへの懸念も出ている[163]。

### ベトナム
- ベトナムでは、2020年2月初旬に中国からの入国を拒否し飛行機や鉄道などでも健康状態の申告を義務付けた[83]。
- 3月中旬、外国人の入国を禁じた[83]。
- 4月11日、人々を助ける為ハノイなど各地で企業関係者がペダルを踏むとタンクから米が出てくる無料配給機が登場し「米ATM」と呼ばれている[161]。

### カンボジア
感染対策
- 2020年4月26日、カンボジア政府が非常事態を宣言し、移動や集会の禁止、メディア規制強化が可能となる法案が可決された。感染症以外の事態にも適用される。乱用の懸念が拭えないため、カンボジアのフン・セン首相は最大野党を解党し一党独裁体制を敷く、今回の法整備で強権統治に拍車がかかるのではないかと言われる[142]。

### シンガポール
感染対策
- シンガポールでは、情報技術 (IT) を駆使した感染者の追跡や隔離措置の感染抑制で模範例とされた。ところが、3月から一転、感染爆発を招いた。外国人労働者の寮で経路不明の感染者の急増を受け、会社や商店は原則閉鎖となっている。2020年4月27日、感染者数が東南アジア最多を連日更新している[164]。

### フィリピン
放送
CNNのフィリピン支局が入居しているビルで感染者が発生したことを受けて、フィリピンのテレビ局内やビルを消毒するために2020年3月18日から最低24時間、フィリピン国内でのCNNの放送を一時放映停止にする措置を行った。また、GMAネットワークでも非常事態宣言に伴う公共交通機関の停止により、記者などの従業員が出勤しにくい状況が発生しているため、ニュース番組の放送を一時的に休止することを発表している。

### インド
- インドでも2020年3月24日夜に3週間の全土封鎖を発表し、4時間後に実施した。グジャラート州では帰郷の交通手段を求める労働者約500人と警官の衝突が起きた[166]。交通機関や三輪タクシーも停止。
- 3月25日より全土封鎖による外出制限が実施されたが、違反した人々を警官が現場で勝手に蛙飛びなどの制裁を科したとして27日までに処分された[167]。
- 5月4日外出禁止を一部緩和。
- インドでは国産ワクチンとアストラゼネカ製のライセンス生産品を国内で製造しており輸出も行っているが、輸出を優先したことや体制の不備などで国民への接種が進んでいない[168]。

### トルクメニスタン
スポーツ
- 2020年2月26日 - 3月8日にトルクメニスタンで開催を予定していた2020 AFCフットサル選手権について、アジアサッカー連盟は新型肺炎の影響を見極めるために当面延期することとし、事態の推移を見ながら新たな日程を決定することを2月3日に表明した[169]。

### アラブ首長国連邦
- 2020年5月4日、BIEは10月開催予定のドバイ国際博覧会の1年延期を決定した[170]。

スポーツ
- 2020年2月23日に開幕した自転車ロードレースのUAEツアーは、関係者から2名の感染者が見つかったのをうけ2月2８日に２つのステージを残して中止となった[171]。選手やチームスタッフが隔離状態に置かれ、検査が行われた結果さらに6名の陽性が確認されており、その中にはロシア人選手のディミトリー・ストラコフとコロンビア人選手のフェルナンド・ガビリアが含まれていた[172]。
- 3月28日にメイダン競馬場で行われる予定だったドバイワールドカップミーティングが中止となった。この競走には、アーモンドアイなどが出走を予定していた[173]。

### カタール
- 2020年5月17日、公共の場でのマスク着用を義務化し、違反者には最高禁固3年または罰金20万カタール・リアル（590万円）を課す[174]。

### クウェート
- 公共の場でのマスク着用を義務化を決め、違反者には禁固3月か罰金5000ディナール（170万円）の罰則を設けた[174]。

### トルコ
- 2020年4月4日以降、トルコ政府は感染拡大防止のため交通機関など公共の場でマスクの着用を義務付けた。その後、トルコ政府は4月5日、外出禁止令の対象となっていない市民に対して、1人当たり週5枚のマスクを配布すると発表した[175]。

### イスラエル
- イスラエル政府はモサドの長官を医療機器の調達の最高責任者に任命し、モサドが数十台の人工呼吸器、10万回分の検査キット、1000万個の医療用マスクを調達したと発表した。TVではモサドの本部や隊員に密着した特集番組が放送された[176]。
- 火葬を冒涜とみなすユダヤ教では、超正統派指導者が火葬を認める見解を発表。欧州のユダヤ教に対し「政府が求めるならば受け入れるべきだ。死後もウイルスと戦ったミツヴァ（宗教的善行）とみなされる」と呼びかけた[141]。

### イギリス
- 2019新型コロナウイルスの感染拡大を受けて、欧州では握手などの直接接触を避ける動きが広まっている。イギリスとEUによる通商交渉が続くブリュッセルでも、AFP通信によると双方は「感染を防ぐため、手は握らないことで合意した」という[177]。チャールズ3世（当時皇太子）も、習慣で対面する人と握手をしそうになり手を引っ込めて詫びる姿が2020年3月11日の映像公開された。
- 国内人口の85%を占めるイングランド地方で2020年7月24日、公共交通機関に加えて小売店でもマスク着用が義務化された[178]。
- 新型コロナウイルスの影響で休館していた大英博物館が2020年8月27日午前10時、約5カ月半ぶりに開館した。英紙『タイムズ』によると、この時期例年1日あたり18,000人超が来館するが2,000人以下に制限し、館内の移動経路も一方通行とし、鑑賞可能な展示室も1階部分に限られ、入館には事前予約やマスク着用が必要。9月以降鑑賞可能な展示室を順次増やす方針[179]。

交通
- 2020年1月29日、中国本土とイギリスを結ぶ全ての直行便についてブリティッシュ・エアウェイズがイギリス外務省の勧告によって1月31日まで運休することを公表した[180]。各国の航空会社でも感染抑止の減便や運航停止が検討され、ドイツのルフトハンザ航空が中国本土へ一定期間運休、アメリカのユナイテッド航空と香港のキャセイパシフィック航空などが中国本土への減便を決定した。また、エア・カナダ、デルタ航空、エールフランス、IndiGo、フィンランド航空、アシアナ航空、ライオン・エア、ジェットスター・アジア航空、マカオ航空などが同様の措置を公表している[181]。
- 3月5日、欧州でのコロナウイルス感染拡大により、兼ねてから経営が悪化していた格安航空会社のFlybeが破産を申請[182]。
- 3月23日、政府は各列車運行会社と結んでいるフランチャイズ契約を6か月間停止することを発表した[183][184]。3月時点で乗客数は通常の3割にまで落ち込んでおり、収入が大幅に減少した列車運行会社は列車の運休などの対応をとっていた[185]。緊急措置の下、運賃収入は全て列車運行会社ではなく国に納められ、国は列車運行会社に対して運行費用の全てを補填するとともに、最大で平常時の運行費用の2％にあたる運行手数料を支払うことになった[183]。また、契約の更新時期にあった2つのフランチャイズについてはそれぞれ2年間と3年間の延長が行われた[186]。

映画
- メトロ・ゴールドウィン・メイヤー (MGM) とユニバーサル・ピクチャーズなどは2020年3月4日、4月3日からイギリスを始め、世界各国で順次公開する予定だった『007 ノー・タイム・トゥ・ダイ』を11月に延期すると発表した[187]。

スポーツ
- 2020年3月にグラスゴー（スコットランド）で開催予定だった男子世界カーリング選手権が中止に。また4月のロンドンマラソンも10月に延期となった。
- 6月29日から開催予定だったウィンブルドン選手権が中止になった[188]。
- ラグビーのシックス・ネイションズ（6か国対抗戦）の一部試合が10月24 - 31日に延期となった。

文化
- ロンドンで同居するCentury 21 Filmsの社員3名が自宅をスタジオとして、ジェリー・アンダーソン、シルヴィア・アンダーソン夫妻による1965年製作の『サンダーバード』など一連のスーパーマリオネーション作品に影響を受けたスーパーマリオネーション作品『ネビュラ・75』シリーズが製作された[189]。本作は「スーパーマリオネーション」であると同時にそれにかけて「スーパーアイソレーション」製作であるとクレジットされている。

### ドイツ
- オクトーバーフェストも、感染リスクが高いとして中止となった[190]。
- マスクが公共の場での着用義務化[191]。
- 2020年3月18日、メルケル首相は、「（上略）開かれた民主主義のもとでは、政治において下される決定の透明性を確保し、説明を尽くすことが必要です。私たちの取り組みについて、できるだけ説得力ある形でその根拠を説明し、発信し、理解してもらえるようにするのです。（下略）」と民主主義とその形の大切さをテレビ演説した[192]。
- 付加価値税を19%から16%に、軽減税率を7%から5%にそれぞれ引き下げた。2020年7月から年末まで実施。

産業
- BMWやフォルクスワーゲン (VW) などドイツの大手自動車会社では、2020年3月中旬より欧州の生産工場を一時停止するなどの動きが出ている[193]。

文化
- 文化担当大臣は「芸術は生命維持に不可欠」という主旨の発言をし、アーティストに最大、9,000ユーロ（約105万円）の休業手当を支給。ドイツ国民でなくても、ドイツに拠点をおいて活動していて、納税証明書があれば、外国人でも一時金として50万円程度のお金が即座に振り込まれる[194]。

### フランス
- フランスのベラン保健相は2020年2月末、「流行下ではちょっとした振る舞いが防護効果を持つ」と強調。握手を避けるよう呼びかけた[177]。
- 高級食料品店フォションが2020年6月26日までに、パリ中心部にある本社と店舗を運営するグループ企業に関し、商業裁判所へ更生手続きを申し立てたと発表。事実上の破綻[195]。

芸術
- 2020年3月1日、パリのルーヴル美術館は感染を恐れる職員たちが勤務を拒否したことから、急遽休館した[196]。

テクノロジー
- ファーウェイでは、フラグシップスマートフォンであるPシリーズの新製品発表会を2020年3月下旬にパリで開催予定であったが、感染拡大の影響を考慮し中止を発表した。代行措置として、発表は3月26日にオンラインで開催することとなった[197]。

スポーツ
- 2020年3月8日に開幕した自転車ロードレースのパリ〜ニースは、UCIワールドツアーチームのうち7チームが不参加を表明し予定より5チーム少ない17チームでスタートした[198]。第2ステージからはスタートとゴール地点において観客の立ち入りを制限して行われていたが、3月13日にニースをゴールとする第8ステージ（3月15日）を中止し、第7ステージを最終とすることが公表された[199]。
- 4月のパリマラソンも10月に、全仏オープンやル・マン24時間レースも9月延期[200]。7月に予定していたエビアン選手権も8月に延期。

交通
- パリ市内及び近郊 2020年3月17日正午から実施された全国の外出禁止措置に伴い、パリ市内の公共交通網、パリ近郊の鉄道は2020年3月26日以降大幅に減少して運行されることになった。メトロとRERは午前6時から午後10時の間のみ運行され、約50か所の駅が職員の適正配置のため閉鎖される[201]。5月11日以降段階的に外出禁止措置が緩和されたことにともない、運行計画が平常化された。なお、同日以降公共交通機関利用時における11歳以上の者のマスク着用が義務化された。
- 全日本空輸 (ANA) : 2020年3月29日から4月24日までANA羽田パリ便 (NH215/NH216) は欠航となった（ヨーロッパの他の都市との便羽田ミュンヘン、成田デュッセルドルフ、成田ブリュッセル、羽田ウィーンも同様。4月20日に予定していた羽田ミラノ便就航も延期された[202]）。この期間ANAのヨーロッパ便は羽田ロンドン (NH211/NH212) と羽田フランクフルト (NH203/NH204) が週3便に減便されて運行されるのみとなった[203]。4月25日から5月31日までANAヨーロッパ便は羽田ロンドン (NH211/NH212) は週2便、羽田フランクフルト (NH203/NH204) は週3便に減便されて運行され、これら以外の欧州都市との便は運休となった[204]。6月26日以降、ヨーロッパ便は羽田ロンドンは週3便、羽田フランクフルトは週5便に変更された[205]。
- 日本航空 (JAL) : 2020年3月29日から4月30日までJAL羽田パリ便 (JL045/JL046) は運休となった（JALのヨーロッパ便はこの期間、羽田ロンドン (JL043/JL044) 以外はすべて運休）[206][207][208]。5月1日から5月30日までJALは、羽田ロンドン (JL043/JL044) が週4便運行に減便され、これ以外の欧州路線はすべて運休となった[209]。6月1日から6月30日までJALは、羽田ロンドン (JL043/JL044) が週3便運行に変更された[210]。7月1日から7月31日までは、羽田ロンドン (JL043/JL044) が週3便運航は変わらず、羽田パリ (JL045/JL046) および成田フランクフルト (JL407/JL408) がそれぞれ週2便、羽田ヘルシンキ (JL047/JL048) が週3便、新たに運航再開された[211]。

日本への入国
- 2020年3月19日、日本政府の閣議了解により3月21日午前0時（日本時間）以降にフランスを出国した者（日本人及び外国人）に対して検疫法第34条に基づく隔離・停留を行うほか、検疫所長が指定する場所における14日間の待機及び国内において公共交通機関の不使用を要請することとした[212]。これ以前に中国、韓国に対して行った3月6日の閣議了解に基づく措置がヨーロッパ各国及びエジプトに拡大されたもの。
- 2020年3月26日、日本政府法務省は、入管法に基づき入国拒否を行う対象地域として、フランスを含む欧州21か国及びイランの全域を指定し、14日以内にこれらの地域に滞在歴のある外国人は、特段の事情がない限り入国拒否対象とした[213][214]。

### イタリア
行事・祭事
- イタリア北部での感染拡大により、ヴェネツィア・カーニバルが2020年2月23日をもって中止となり、スポーツ試合、ミラノのファッションショーなどの行事も中止となった。また、オーストリア当局も両国国境を越える国際列車の運行を一時停止させた[215][216]。

スポーツ
- セリエAは25節の4試合、26節の6試合を延期した[217]。
- 2020年4月4日にイタリア・ローマで開催が予定されていたフォーミュラE 2019年-20年シーズン第7戦のrome E-Prixは、延期することを決定した。発表時点で代替開催の日程は未定[218]。
- 3月4日の首相令を受け、自転車ロードレースのティレーノ〜アドリアーティコ（3月11日 - 17日）とミラノ〜サンレモ（3月21日）、ジロ・ディ・シチリア／ツアー・オブ・シシリー（4月1日 - 4日）、そしてコッピ・エ・バルタリ（3月25日 - 29日）の延期が決まった[219]。
- 3月13日のハンガリー政府による非常事態宣言を受け、5月9日にハンガリーで開幕予定だったジロ・デ・イタリアの延期が公表された[220]。

外出禁止
- 2020年3月下旬に罰金を3,000ユーロ (€) に引き上げ連日約1万人いた違反者が約1,500人に減ったものの四月上旬の週末には約2万人が摘発された [221]。
- 4月26日までにイタリアのコンテ首相は、停止させている製造業と建設業を5月4日から再開させ制限の緩和を段階的に進めていく考え。社会的、経済的理由から制限を延長することはできない。学校は9月再開の見通し[83]。
- 2020年4月現在、感染者が入院して死亡した場合、家族は二度と顔を見ることはできない。厳格な外出制限や集会の禁止で葬儀も禁止された[141]。
- マスクの公共の場での着用義務化[191]。

子供
5月11日、農業団体が母の日に食糧援助を受けた子供が約70万人と明らかにした。

### スペイン
- ベーシックインカムとして1人暮らしの成人の所得保障を月462ユーロ（約55,000円）、世帯の所得保障を月最大1,015ユーロ （約120,000円）。2020年7月から約10万世帯へ支給。

テクノロジー
- 2020年2月24日から2月27日まで、スペインのバルセロナで開催予定であったモバイルテクノロジーの国際的な見本市である『モバイル・ワールド・コングレス 2020』 (MWC2020) は、多くの出展予定企業が出展中止を発表したことから、イベント自体の開催が中止となった[222]。2400社以上の企業が集まり、スマートフォンなどのスマートデバイスや第5世代移動通信システム (5G) などの通信関連技術が各社から発表予定であったが、独自イベントの開催、発表延期、YouTube上での発表などでの対応することになっている[223][224][225]。

外出禁止
- 2020年3月14日、外出禁止。
- 4月26日、14歳以下の子供の外出が自宅から1 km以内で1日1時間、親が付き添い他の子とは遊べないが許可された[226]。
- 人の集まる葬式も禁止。政府は「収束するまで葬式は延期を」と求めた[141]。

### フィンランド
交通
- フィンエアーは2020年4月にヨーロッパ内の約2,400便で運休、運行経路の変更または機材の小型化を実施し、座席提供数を20%以上縮小[227][228]。また、3月から4月にかけてのアジアへの路線の運休・減便、全従業員を対象にした一時レイオフの交渉を2020年3月12日より2週間行い、協力プロレスの対象になる全ての従業員に対して、同月14日から30日間一時的にレイオフを行う[229]。

### スウェーデン
- ノーベル賞の運営団体「ノーベル財団」は、スウェーデンで2020年12月10日に開かれる授賞式後の晩餐会が2019年新型コロナウイルスの影響で、中止されると明らかにした。授賞式も例年と異なる形になるとの見通しを示す。晩餐会中止の理由は多くの人の密集、スウェーデン渡航できない人が出ること[230]。

教育
- 幼稚園と基礎学校(日本の小中学校に相当）では一貫して全国的な休校を行わなかった一方で、高校と大学、成人教育機関は初期から遠隔授業に切り替えた。遠隔授業でも給食を提供する高校や、昼食代を支給する自治体もあった[231]。2021年9月29日にはすべての規制が撤廃された。

### オーストリア
- オーストリアでは2020年3月半ばから外出規制や生活必需品以外の店舗の閉鎖などを実施した。その後、新規感染者減少と回復者の増加が続き感染状況を注視しつつ緩和することが可能と判断したことから、オーストリアのセバスティアン・クルツ首相は4月6日、14日以降段階的に各種制限を緩和すると発表した[232]。
- ウィーン少年合唱団は公演中止が相次ぎ運営資金難に陥っており、ファンからの寄付で合唱団維持している[233]。
- ウィーン・フィルハーモニー管弦楽団が、2020年11月5日、日本の北九州ソレイユホールで公演した。招聘元のサントリーホールによると、国外では3月のドイツ以来[234]。

### スロバキア
- マスクの公共の場での着用義務化[191]。

### 南アフリカ
- 2020年4月21日、大統領が3月末からスーパーでの買い物を除き外出禁止していたが、経済活動の制限を段階的に解除すると表明[235]。

### ガーナ
- 2020年4月19日、アクフォアド大統領が制限解除を表明した[235]。

### ケニア
- 夜間外出禁止や都市間移動の禁止[235]。

### アメリカ合衆国
給付金
年収75,000ドル（約825万円）以下の全国民に、大人1人あたり最大1,200ドル（と子ども4人家族の場合3,400ドル）を給付。
産業
- 2020年7月8日、ブルックス・ブラザーズは、新型コロナウイルス感染症の流行による長期間に渡る店舗営業の休止が響き、連邦破産法11章の適用を申請し経営破綻した[237]。

ゲーム産業
- 2020年3月16日からアメリカ合衆国のカリフォルニア州・サンフランシスコで開催予定だったゲームの国際的な見本市GDC 2020は、今夏への延期を発表した。参加を予定していた、Sony, Facebook, Oculus, Microsoft, Unity, Epic Games, EA, Amazonなどの企業は、すでに出展見送りを表明していた[238][239]。
- 6月9日から11日まで、カリフォルニア州ロサンゼルスで開催予定だった世界最大のゲーム見本市であるElectronic Entertainment Expo (E3) は、新型コロナウイルスの感染拡大を受け、中止を発表した[240]。

テクノロジー産業
- テキサス州オースティンで開催予定だった映画・音楽・テクノロジーの祭典SXSW 2020は中止を発表した。NetflixやTwitter, Apple, Facebook, Amazonなどがすでに出展取りやめを発表していた[241]。

Google
- Googleは2020年3月3日にGoogle Cloudの開発者イベント「Google Cloud NEXT」の中止を発表。
- 2020年3月4日にAndroidの次期バージョンやGoogleアシスタントの新機能などを発表する予定であった、Google I/O 2020の中止を発表した[242]。

Apple
- (PRODUCT)RED（英語版）製品の売り上げをコロナウイルスの対策に寄付したり、フェイスシールドやN95マスクを寄付し、独自のフェイスシールドのCADを公開した[243]
- パンデミックの影響が大きい第3四半期の業績が596億8,500万ドルで、対前年同期比11%増を記録した。この売上高は4月〜6月期としては過去最高の記録であり、ウォール街の平均的な予想であった523億ドルを大幅に上回った[244]。
- Apple TV+の8作品が無料で公開された[245]。
- 2020年6月22日 - 26日（現地時間）に開催されたWWDC（世界開発者会議）は、Apple Parkで事前撮影した映像を利用して、オンラインで基調講演及び開発者向けセクションが無料で行われた[246]。

FaceBook
- 2月28日、Facebookは、自社の開発者会議「F8」の中止を発表した。

Amazon
- 3月9日から4月5日まで子供向けコンテンツの一部を無料で配信した。
- 2020年1月 - 3月期決算は、売上高が前年同期比26%増の754億5200万ドル（約8兆900億円）だった。売上高は1 - 3月期として過去最高を更新した[247]。

航空産業
アメリカ合衆国の航空業界「エアラインズ・フォー・アメリカ」は団体旅客航空会社向けに500億ドル、貨物航空会社向けに80億ドル、計580億ドルの規模の支援を求めているが、トランプ大統領は在米航空会社に500億ドル程度の支援の検討を進めている。実現すれば2001年の米同時多発テロ以来の支援となる。
外食・娯楽産業
- 低所得層の雇用を支えてきたレストランの従業員などは、労働需要が減少し失業が増えている。一方で、テレワークが可能な職に就ける高学歴のホワイトカラーや投資で資産を形成できる富裕層は収入を確保できているため格差拡大が懸念される[250]。
- ウォルト・ディズニー・カンパニーは、カリフォルニア州アナハイムにあるディズニーランド・リゾートとディズニー・カリフォルニア・アドベンチャーを2020年3月14日から同月末まで休園することを発表した[251]。
- 2020年2月25日から撮影が開始されていた映画『ジュラシック・ワールド/新たなる支配者』の撮影中断・延期が3月13日に発表された[252][253][254]。
- Foursquareのアプリ「Swarm」では、特定の地域でチェックインすると「Stay at home!」（家に居ろ！）というメッセージが表示され、コインの獲得ができなくなった[255]。

スポーツ
- アメリカプロバスケットボール協会 (NBA) はジャズのルディ・ゴベール選手にコロナウイルス感染者が確認されたため、2020年3月11日の試合終了をもって当面の試合を行わないことを発表した[256]。
- メジャーリーグ機構は3月12日以降に行われる予定だったスプリング・トレーニング（オープン戦）を中止、レギュラーシーズン開幕を少なくとも2週間延期することを発表した[257]。
- 全米大学体育協会（NCAA）は最大のイベントNCAA男子バスケットボールトーナメントを含む全ての大会を中止すると発表。これは81年の歴史史上初のことである[258]。
- ゴルフではPGAツアーのザ・プレーヤーズ・チャンピオンシップの打ち切り、バルスパー選手権、WGCマッチプレー、テキサス・オープンの中止。またオーガスタ・ナショナルで開催のマスターズ、全米プロゴルフ選手権も延期。女子でもANAインスピレーションを含む3大会を延期。
- 米国ラグビー協会は、感染拡大で財政難に陥ったため、3月30日に連邦破産法第11条の適用を申請し、破産した。今後は国際統括団体のワールドラグビーの支援で再建を目指し、米国代表選手は感染の影響が一段落した後に活動を再開する[259]。

健康・保健関連
- 3月下旬に発表されたマサチューセッツ工科大学 (MIT) の研究で、極小の飛沫は、咳で6メートル (m) 、くしゃみで8 m飛ぶと判明。1 - 2 mの距離では感染が防ぎきれない可能性が浮上。3月末米疾病対策センター (CDC) の幹部は、米公共ラジオのインタビューで感染者の25%が無症状の調査結果を明らかにし、広くマスクを着用する必要性を言及。ワシントン・ポスト（電子版）によるとCDCは既にホワイトハウスに提言。米科学アカデミーの感染症の専門家は4月1日、「ウイルスは、感染者が咳やくしゃみをするだけなく、会話や呼吸をするだけでも拡散し得る」との研究結果を伝えた。4月2日、ニューヨーク市市長も外出時に「顔を覆う物」の着用を訴えた。ニューヨーク市の刑務所職員の労働組合は「マスクや消毒剤の十分な供給がなく不当に危険な労働環境に置かれている」として市を提訴した。ロサンゼルス市も公共の場で非医療用マスクの着用を市民に促した[191]。
- トランプ大統領が会見でコロナウイルスに対する治療法として消毒液の体内注射を挙げた後、ニューヨーク市の窓口に化学物質による家庭内事故の相談が18時間で前年同期比の倍以上の30件の相談があった[83]。この治療法は誤りであると指摘された。
- 2020年7月11日、トランプ大統領は、拒否していたマスク姿を初めて公に見せ、写真報道された[260]。
- 2020年11月9日、ジョー・バイデン氏は演説で「新型コロナは全ての人に影響を与える危機だ」と主張。感染防止のため、政治的立場に関係なく全国民にマスクの着用を求めた[261]。

宗教界
- 2020年5月1日までの間、エホバの証人の統治体からアメリカ支部への指示により、アメリカ国内での全ての大規模なイベント（大会など）が中止される[262]。
- 末日聖徒イエス・キリスト教会も2020年4月総大会はカンファレンスセンターへの入場を制限[263]。

### カナダ
シルク・ドゥ・ソレイユが、2020年6月29日、本拠地のあるケベック州の裁判所に企業債権者調整法の適用を申請し、破産手続きに入ったと発表。会社更生手続きによる事業再生を目指す。発表によると計画では株式を保有する米大手投資ファンドTPGや中国の企業グループ復星国際などが負債を含む全資産を引き受け、事業再生に必要な計3億ドル（約320億円）を投じる。破産手続きに伴い団員3480人を解雇。
スポーツ
- 2020年3月16日から22日まで、カナダのモントリオールで開催予定だった2020年世界フィギュアスケート選手権も中止となった[265]。また国際アイスホッケー連盟 (IIHF) は女子アイスホッケー世界選手権やカーリングカナダも女子世界カーリング選手権も中止。

交通
エア・カナダは2020年3月19日現在、同月31日までに段階的に減便を進める。国際線は4月1日から30日まで東京、ロンドン、パリ、フランクフルト、デリー、香港への路線のみ運行し、これに伴って乗り入れ空港は従来の101空港から、94%減の6空港に減少する。アメリカ線はニューヨーク/ラガーディア、ニューヨーク/ニューアーク、ボストン、ワシントン/ダレス、ワシントン/レーガン、シカゴ、ヒューストン、シアトル、サンフランシスコ、ロサンゼルス、デンバー、オーランド、フォートローダーデールへの乗り入れに減少。国内線に関しても減便。

### ブラジル
- ボルソナロ大統領の対応が後手に回っていると批判される中、リオデジャネイロのファベーラで当局者の誰もが問題を真剣に受け止めていないとしてギャングが外出禁止を発動している。住民は夜間外出禁止など厳しい規制が敷かれていると証言した[268]。
- 4月30日、主要都市でマスク義務化。
- 5月5日、マナウスのビルジリオ・ネト市長は21カ国等の首相に援助を直談判するビデオを公表。サンパウロ州のドリア知事は「大統領が数々の過ちを犯してきたおかげで全ての州知事が結束することができた」と強調した[269]。

### オーストラリア
スポーツ
- 2020年3月15日に開催される予定だったF1オーストラリアグランプリは、マクラーレンのチームスタッフが感染したため急遽開催中止となった。詳細は2020年オーストラリアグランプリを参照。
- ラグビーの豪・NZ・南ア・アルゼンチン各代表の間で毎年行われるトライネーションズは、南アを除く3カ国の間で、豪州で集中的に開催された[270]。

### ニュージーランド
交通
ニュージーランド航空は、2020年3月以降数カ月間で長距離国際線を85%の便数を削減、国内線を30%減便。タスマン路線や太平洋諸島路線は、4月から6月にかけて大幅な減便を予定している。日本路線に関しては、オークランド - 成田便が3月30日から6月30日まで、関西便が同日から翌月4日まで運休。同国国籍保持者の帰国や対外貿易ルート維持などのための最小限の便数で運航を続ける。取締役会はコスト削減の一環として年末までに報酬を15%削減。

## インターネット文化
- 4chanやRedditなどで、新型コロナウイルス (SARS-CoV-2) が萌え擬人化されたインターネット・ミームの「コロナちゃん (Corona-chan) 」が登場した[273][274]。
- 2020年1月26日ごろ、台湾最大のインターネット掲示板「批踢踢 (PTT) 」に新型コロナ専用の板『nCoV2019看板』が新設され[275]、1月30日には米国・ジョンズ・ホプキンズ大学による感染マップの繁体中文ローカライズ版がPTT内で共有された[276]（PTT[277]、繁中版マップ[278]）。PTTでは2019年12月31日の時点で中国側で出回っていた武漢の感染状況が転載されていたことで疾病管制署（台湾CDC）の職員によって署内上層部にも情報が共有されることになり、いち早く政府が始動するきっかけとなっていた[279]。
- 2020年3月30日ごろ、日本の5ちゃんねるでも専用板『covid19』が新設された[280]。
- 2020年4月、WHO事務局長テドロス・アダノムが台湾によるネット上での批判を組織的攻撃、差別と主張したため、その罵倒にユーモアで返すという形で応じた。柯文哲（台北市長）をはじめ[281]、官民問わずSNS上に「#ThisAttackComesFromTaiwan」のハッシュタグとともに風景やグルメ写真を添えて投稿する事象が相次いだ[282][283]。
- 2020年4月、タイの人気俳優ブライトとインスタグラマーの友人女性が、Twitterで香港を国家として分類した画像に「いいね」をつけていたことを中国の網軍に批判されて論争が起きた。二人はかつて「中国人ぽいね」という自身の投稿に対するコメントに「台湾人だから」とリプライしたのを中国の網軍に台湾独立派と罵倒されて対中感情が悪化しており、インスタグラマーの友人女性は新型コロナウイルスを「武漢肺炎」と表記して中国の網軍を挑発した。その後、インスタグラマーの友人女性のアカウントを用いたハッシュタグ「#nnevvy」がFacebookやTwitterに飛び火し、多数のタイ人ネットユーザーが新型コロナウイルスの起源となった中国への謝罪を要求したり、ともに独特の紅茶文化をもつ香港・台湾をタイのミルクティー同盟として反中姿勢を示すイラストを投稿するなどして応戦した[284][285]。しかし、在タイ中華人民共和国大使館がFacebookで「一つの中国」の原則を表明し、事態の沈静化を図ったことが火に油を注ぎ、台湾のネットユーザーによる批判コメントが相次ぎ、台湾・香港・タイVS中国の網軍という展開に拡大した[286]。